# 運天ジョン・クレイトン
運天 ジョン・クレイトン（うんてん ジョン・クレイトン、1992年3月27日 - ）は、沖縄県宜野湾市出身の元プロ野球選手（投手）。右投右打。

## 経歴

### プロ入り前
父親がアメリカ人で母親が日本人。そのため、父親との会話は英語と日本語の半々で行っている。
父親の影響で小学2年から我如古ファイターズで投手として野球を始め、中学時代は硬式・宜野湾ポニーズに所属していた。その容姿や長い手足を持つ体形、投球フォームから「沖縄のダルビッシュ有」の異名をとる。
2007年に浦添工業高校に入学。当時は下半身が弱く体が出来上がっていない状態でありながら145km/hの球を投じ、1年の夏には沖縄尚学高校を相手に140km/h台の直球で打者5人から4三振を奪うも敗退。エースとなった2年夏に、沖縄大会の1回戦・宮古高校戦で延長15回を無四球・無失点に抑える好投を見せたが、同大会史上初の引き分け再試合の末敗退してしまった。3年夏の同大会では1回戦の八重山農林高校戦で最速147km/hを記録、6回まで無安打、7イニングを2安打無失点。興南高校戦でもリリーフ登板して6イニングを2失点に抑える投球を見せたが、味方打線が相手投手陣に1安打完封され敗退した。甲子園出場はならなかったが4試合で21.2イニングを投げ、イニング数を上回る22個の三振を奪った。また、打たれた安打は8本。防御率は0.83だった。
2009年のプロ野球ドラフト会議で、北海道日本ハムファイターズが4位で運天を指名し、交渉権を獲得した。

### プロ入り後
プロ2年目の2011年、5月14日のオリックス・バファローズ戦で9回表にプロ初登板を果たす。先頭のマイク・ヘスマンに本塁打を打たれるが、1イニングをその1失点のみに抑えた。
2014年10月3日付けで来季の契約を結ばないことが通達された。12月2日、自由契約公示された。
日本ハム退団後、社会人野球チームのエナジック硬式野球部に入団。

## 選手としての特徴
柔らかなフォームから繰り出す、最高速150km/h（2010年ファームで計測）の速球と縦横2種類のスライダーやカーブが武器の速球派。また遠投118メートルの強肩、50メートル走は6秒1と身体能力も高い。

## 詳細情報

### 年度別投手成績
| 年 度     | 球 団     | 登 板 | 先 発 | 完 投 | 完 封 | 無 四 球 | 勝 利 | 敗 戦 | セ 丨 ブ | ホ 丨 ル ド | 勝 率 | 打 者 | 投 球 回 | 被 安 打 | 被 本 塁 打 | 与 四 球 | 敬 遠 | 与 死 球 | 奪 三 振 | 暴 投 | ボ 丨 ク | 失 点 | 自 責 点 | 防 御 率 | W H I P |
| --------- | --------- | ----- | ----- | ----- | ----- | -------- | ----- | ----- | -------- | ----------- | ----- | ----- | -------- | -------- | ----------- | -------- | ----- | -------- | -------- | ----- | -------- | ----- | -------- | -------- | ------- |
| 2011      | 日本ハム  | 1     | 0     | 0     | 0     | 0        | 0     | 0     | 0        | 0           | ----  | 5     | 1.0      | 2        | 1           | 0        | 0     | 0        | 0        | 0     | 0        | 1     | 1        | 9.00     | 2.00    |
| 通算：1年 | 通算：1年 | 1     | 0     | 0     | 0     | 0        | 0     | 0     | 0        | 0           | ----  | 5     | 1.0      | 2        | 1           | 0        | 0     | 0        | 0        | 0     | 0        | 1     | 1        | 9.00     | 2.00    |

### 記録
- 初登板：2011年5月14日、対オリックス・バファローズ7回戦（函館市千代台公園野球場）、9回表に3番手で救援登板・完了、1回1失点
- 初登板で対戦した第一打者に被本塁打：上記「初登板」の項を参照、9回表無死にマイク・ヘスマンに中越ソロ ※史上60人目（パ・リーグ34人目、日本ハムでは2009年5月17日の糸数敬作以来4人目）

### 背番号
- 55 （2010年 - 2014年）